# Valeriano Guemes Rodriguez
Valeriano Guemes Rodriguez CM (* 14. Oktober 1890 in Quintanarruz, Provinz Burgos; † 12. Dezember 1978) war ein spanischer Ordensgeistlicher und römisch-katholischer Superior von Cuttack.

## Leben
Valeriano Guemes Rodriguez trat der Gesellschaft apostolischen Lebens der Lazaristen bei und legte 1908 seine Profess ab. Am 29. August 1915 empfing er das Sakrament der Priesterweihe.
Mit der Errichtung der Mission sui juris Cuttack aus Gebietsabtretungen des Bistums Vizagapatam durch Papst Pius XI. wurde Valeriano Guemes Rodriguez am 2. Juli 1928 zum Superior der neu errichteten Mission sui juris mit Sitz in Cuttack ernannt. Er bekleidete das Amt bis zu seiner Emeritierung 1932.